# Парк Мориса А. Ферре
Парк Мориса А. Ферре (англ. Maurice A. Ferré Park) — городской общественный парк в районе Даунтаун города Майами, штат Флорида, в США. Парк был открыт в 1976 году на нескольких островах, обслуживаемых компанией Seaboard Air Line Railroad. Некоторое время назвался «Парком Двухсотлетия» в честь двухсотлетия США, праздновавшегося в этом же году. 31 января 2019 года переименован в честь бывшего мэра Майами Мориса А. Ферре за его вклад в развитие города.

## История
С начала 1900-х до середины 1960-х годов, на месте парка находился порт Майами, переехавший на соседний остров в середине 1960-х годов. В то время, на территории будущего парка было много грузов, располагался торговый и пассажирский порт с офисами компании Клайд Мэллори. После того, как порт переехал в Додж-Айленд, земля была очищена от промышленных отходов, накопившихся за десятилетия его работы, и на его месте в 1976 году разбит парк, ставший вторым после самого большого парка города Бэйфронт-парк. Название «Парк Двухсотлетия» на тот момент отражало двухсотлетие признания независимости США.
В мае 1994 года на территории парка появилась станция Метромувера Museum Park . В 1996 году станция метро была закрыта. В 2013 году станция была отремонтирована и вновь начала работу, чтобы обеспечить прямой доступ к музею, расположенному возле парка. Также он обслуживается метрополитеном Майами.

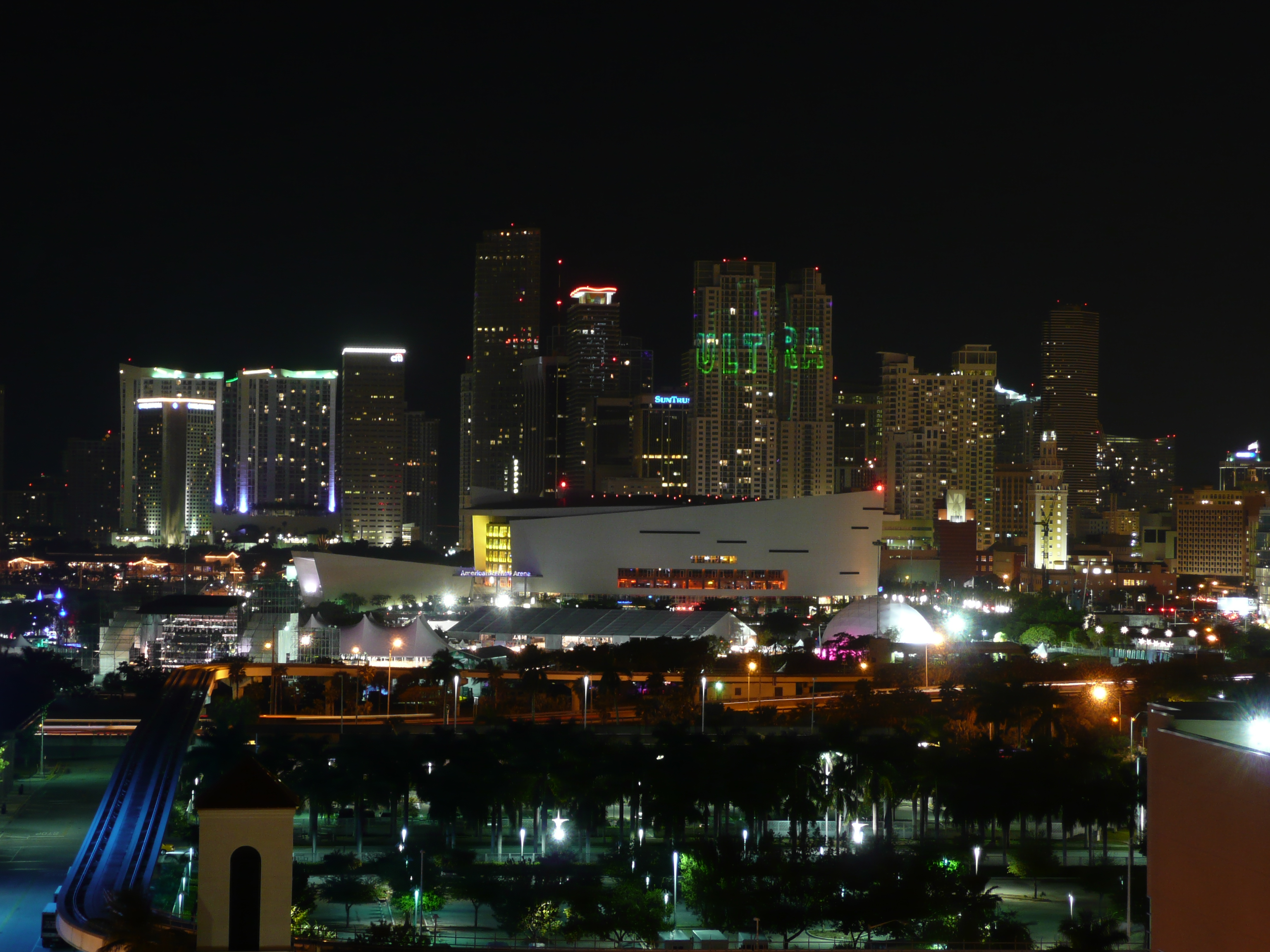
Двухсотлетний Парк во время концерта Ultra Music Festival и Часа Земли 27 марта 2010 года.

Сегодня парк обслуживается организацией Miami-Dade County Parks, управляющей всеми парками в Майами. Он граничит на севере с I-395, Метромувером и зданием газеты The Miami Herald, на юге граничит со стадионом American Airlines Arena и торговым центром Bayside Marketplace, на западе с Бискейн бульвар и на востоке с заливом Бискейн.
В парке проходили многие масштабные мероприятия, в том числе Ultra Music Festival — трёхдневное музыкальное шоу; рок-концерт Warped Tour. Проводятся также экскурсии на лодке вокруг залива Бискейн. Парк может вместить около 45 000 человек. В марте 2009 года в парке прошёл большой музыкальный трёхдневный фестиваль Langerado. Он проходил в заповеднике Большой Кипарис рядом с резервацией семинолов.

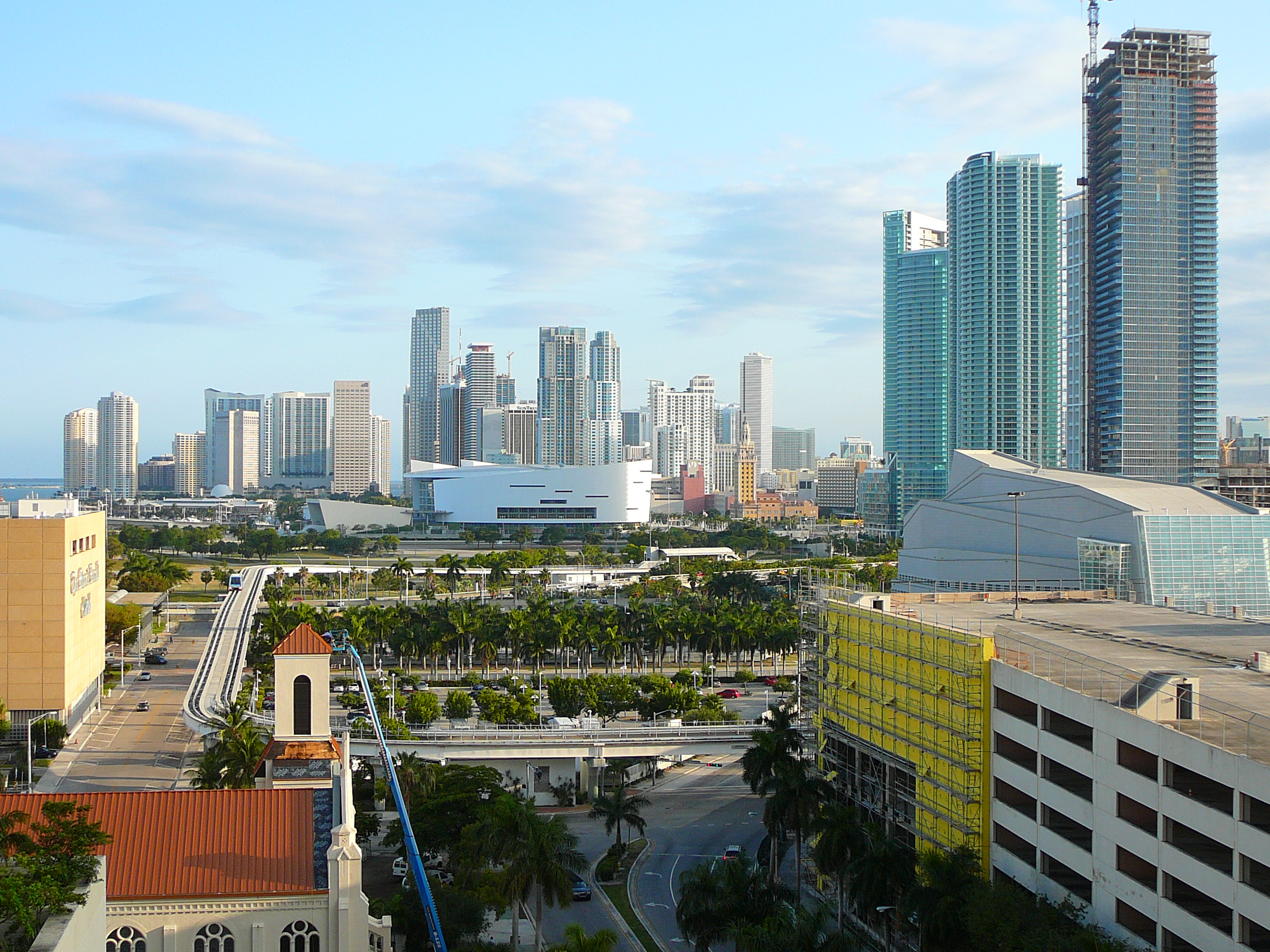
Западная часть парка

В семи кварталах к югу от парка Двухсотлетия на 32 акрах (0,13 км²) разместился Бэйфронт-парк.
Парк был обновлён для выставок Музея искусств Майями, который был открыт в декабре 2013 года. В мае 2017 года рядом с ним открыт Музей науки Патриции и Филиппа Фростов.